# Мікаель Баррантес
Мікаель Баррантес (ісп. Michael Barrantes; нар. 4 жовтня 1983, Сан-Хосе) — костариканський футболіст, півзахисник норвезького «Олесунна» та національної збірної Коста-Рики.
Володар Кубка Норвегії.

## Клубна кар'єра
У дорослому футболі дебютував 2003 року виступами за команду клубу «Рамоненсе», в якій провів один сезон. Своєю грою за цю команду привернув увагу представників тренерського штабу клубу «Белен», до складу якого приєднався 2004 року. Відіграв за цей клуб наступний сезон своєї ігрової кар'єри.
2005 року уклав контракт з клубом «Пунтаренас», у складі якого провів наступні два роки своєї кар'єри гравця. Граючи у складі «Пунтаренаса» здебільшого виходив на поле в основному складі команди. З 2007 року три сезони захищав кольори команди клубу «Сапрісса». Тренерським штабом нового клубу також розглядався як гравець «основи».
До складу норвезького «Олесунна» приєднався 2010 року. Відтоді встиг відіграти за команду з Олесунна 90 матчів в національному чемпіонаті.

## Виступи за збірну
2007 року дебютував в офіційних матчах у складі національної збірної Коста-Рики. Наразі провів у формі головної команди країни 51 матч, забивши 4 голи.
У складі збірної був учасником розіграшу Золотого кубка КОНКАКАФ 2007 року та розіграшу Золотого кубка КОНКАКАФ 2013 року.

## Титули і досягнення
- Переможець Кубка центральноамериканських націй: 2007
- Володар Кубка Норвегії (1):

«Олесунн»: 2011